# エクストリーム・タイガー
エクストリーム・タイガー（Extreme Tiger、1981年4月4日 - ）は、メキシコの覆面レスラー。バハ・カリフォルニア州ティフアナ出身。2016年12月までアメリカのプロレス団体、TNAにてティグレ・ウノ（Tigre Uno）のリングネームで活動していた。

## 来歴
メキシコ北部のインディペンデント団体出身。WWAやDTU、NGXを拠点とし2006年よりはAAAに所属しルードとして活動している。
2005年、闘龍門メキシコに参戦。
2008年、プロレスリング・ノアのKENTAがメキシコ遠征中に、エクストリーム・チャンピオンシップ・ステアーにてタッグを組んだ事がある。
2010年10月、ノアの第4回日テレG+杯争奪ジュニアヘビー級タッグ・リーグ戦にAAA代表としてジャック・エバンスとコンビを組んで参戦。
2013年、AAAを退団し、インディー団体を転戦。
2014年2月、TNAと契約を交わし入団。3月9日、PPVであるLockdown 2014にてマニックを相手にデビューし、勝利した。
2014年8月、WRESTLE-1に来日。
2015年6月、TNA Xディヴィジョン王座を獲得。
2016年4月、イギリスのサウスサイド・レスリング・エンターテイメント（SWE）のツアーに参加。
2016年12月、TNAを退団。

## 得意技
- セイバートゥース・スプラッシュ

450°スプラッシュ。場外に使用する場合もある。
- スプリットレッグ・コークスクリュー・セントーンボム

2015年から使用しているフィニッシュ。
- ダイビング・ウラカン・ラナ
- ムーンサルトプレス
- スーサイドダイブ

## タイトル歴
AAA
- AAA世界クルーザー級王座 : 2回

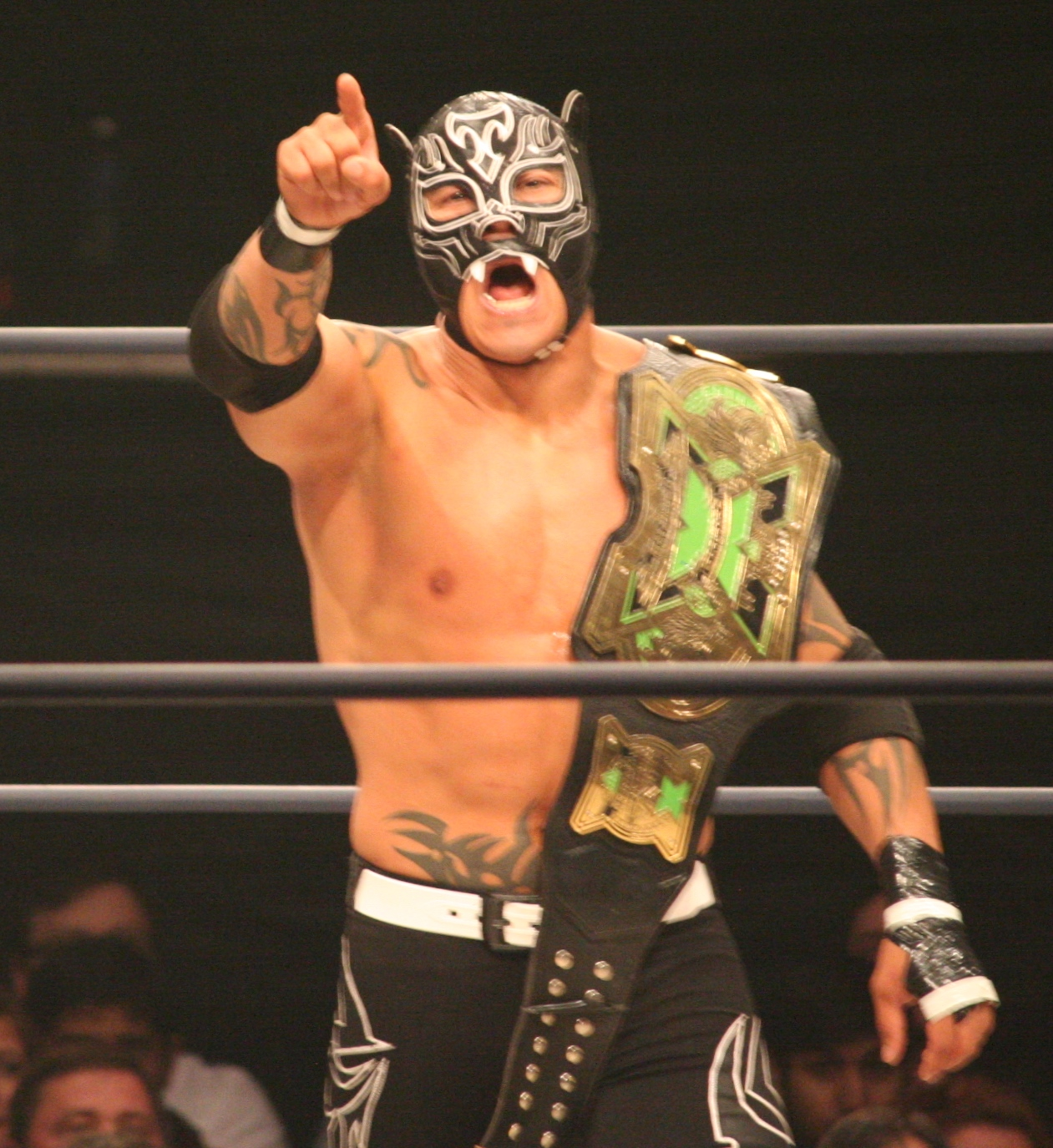
Xディヴィジョン王者時代

- AAA世界タッグ王座 : 1回（w / ハロウィン）
- アレス・デ・オロ : 2007度優勝

NGX（Nuevo Generation Extrema）
- NGXエクストリーム王座 : 2回

TNA
- TNA Xディヴィジョン王座 : 1回

PWI
- 2010年PWI500シングルレスラーランキング166位（500人中）